# Strasburgeria robusta
Strasburgeria robusta là một loài thực vật có hoa trong họ Strasburgeriaceae. Loài này được (Vieill. ex Panch. & Sebert) Guillaumin miêu tả khoa học đầu tiên..